# 中国人才签证优惠制度
中国人才签证优惠制度是一種中華人民共和國2018年起推出的獎勵世界各地優秀人才入境居留制度，2018年1月4日国家外国专家局、外交部和公安部联合公佈了《外国人才签证制度实施办法》。

## 概況
人才签证优惠制度早期試行樣態為北京市中關村電腦科技區的華裔卡，當時華人是博士學歷，以及其它符合中關村人才標準的華人，就可以拿到特辦的長期居留權，而且除北京外，上海也有類似政策規定，人才签证优惠制度可以視為政策試點的結束與推廣及全國。
目前優惠制度判斷人才的方式以《外国人来华工作分类标准（试行）》相關規定為準，符合“高精尖缺”和市场需求导向的科学家、科技领军人才、国际企业家、专门人才和高技能人才可以適用，通過者可以獲發可获发5年或10年有效、多次入境、每次停留180天的人才签证，其配偶及未成年子女也将发有效期相同、多次入境的相应种类签证。重點人才最短可在申请次日获得批准得到《外国高端人才确认函》，一般為5到10日且免除申请费用，家属也免交签证费和急件费，「零费用」办理為其政策重點。

## 海南自由贸易港区域人才签证优惠政策
2019年7月，中华人民共和国公安部、国家移民管理局发布支持海南全面深化改革政策。其中包括：
为外籍人才提供更加便利的入境和停居留措施。海南重点领域、行业引进的高级技术和管理人员、急需紧缺专门人员和科技创新团队成员等，可凭相关材料在口岸申请签证入境；入境后可按规定申请有效期5年以内的长期签证或居留许可。经海南省人才主管部门推荐可申请永久居留，其外籍配偶和未成年子女可随同申请；允许海南引进的境外高层次人才聘雇外籍家政服务人员，提供担保和雇佣合同等材料可申请居留许可；在海南任职的外籍高层次人才经工作单位和兼职单位同意，可在海南兼职工作。
为外籍技术技能人员就业提供居留便利。围绕海南旅游、热带特色高效农业、医疗健康、高新技术、教育文化体育等重点产业发展需要，对在海南就业的高端星级酒店厨师、博鳌乐城国际医疗旅游先行区医疗医护人员等外籍技术技能人员，可申请与工作合同期限一致的居留许可。
为高校外国学生就业创业提供便利。对在中国高等院校获得硕士研究生及以上学历的外国留学生，在海南创新创业，经所属高校推荐可申请2年以内的居留许可；允许在境外高等院校学习的外国学生到海南星级酒店、医院、国际学校等单位定期实习，凭相关单位邀请函件、外国高校在读证明等材料，可申请相关签证进行实习。
为工作、投资的外国人提供永久居留便利。在海南工作具有博士研究生学历的外籍华人，或在海南连续工作满4年、每年实际居住累计不少于6个月的外籍华人，可申请永久居留，上述人员的外籍配偶和未成年子女可随同申请永久居留；在海南投资创新型企业、连续3年投资稳定且纳税记录良好的外国人，经海南省人民政府推荐可申请永久居留；在海南连续工作满4年、符合海南工资性年收入和年缴纳个人所得税标准条件的外国人，可申请永久居留。
为外国人到海南诊疗提供停居留便利。支持海南落实博鳌乐城国际医疗旅游先行区政策，外籍患者及陪护家属凭海南医疗机构出具的医疗服务等证明，可申请与医疗服务期限一致的签证或居留许可。

## 中国永久居留申请条件
根据2004年发布的《外国人在中国永久居留审批管理办法》，申请在中国永久居留的外国人应当遵守中国法律，身体健康，无犯罪记录，并符合下列条件之一：
- （一）在中国直接投资、连续三年投资情况稳定且纳税记录良好的；
- （二）在中国担任副总经理、副厂长等职务以上或者具有副教授、副研究员等副高级职称以上以及享受同等待遇，已连续任职满四年、四年内在中国居留累计不少于三年且纳税记录良好的；
- （三）对中国有重大、突出贡献以及国家特别需要的；
- （四）本款第一项、第二项、第三项所指人员的配偶及其未满18周岁的未婚子女；
- （五）中国公民或者在中国获得永久居留资格的外国人的配偶，婚姻关系存续满五年、已在中国连续居留满五年、每年在中国居留不少于九个月且有稳定生活保障和住所的；
- （六）未满18周岁未婚子女投靠父母的；
- （七）在境外无直系亲属，投靠境内直系亲属，且年满60周岁、已在中国连续居留满五年、每年在中国居留不少于九个月并有稳定生活保障和住所的。

本条所指年限均指申请之日前连续的年限。